# Horné Vestenice
Horné Vestenice es un municipio del distrito de Prievidza en la región de Trenčín, Eslovaquia, con una población estimada a final del año 2024 de 620 habitantes.
Se encuentra ubicado al este de la región, cerca del río Nitra (cuenca hidrográfica del Danubio) y de la frontera con las regiones de Banská Bystrica y Žilina.

## Demografía
| Año        | 1994 | 2004    | 2014    | 2024    |
| ---------- | ---- | ------- | ------- | ------- |
| Población  | 630  | 608     | 612     | 620     |
| Diferencia |      | −3,49 % | +0,65 % | +1,30 % |

| Año        | 2023 | 2024    |
| ---------- | ---- | ------- |
| Población  | 622  | 620     |
| Diferencia |      | −0,32 % |